# Clematis 'Gravetye Beauty'
Clematis 'Gravetye Beauty' — сорт клематиса (ломоноса). Используется в качестве вьющегося декоративного садового растения.
'Gravetye Beauty' введён в культуру и назван коллекционером клематисов Уильямом Робинсоном (William Robinson).

## Описание сорта
Диплоид.
Высота 2—4 м.
Цветки тюльпановидные, 5—9 см в диаметре, как правило направлены вверх. Листочки околоцветника узкие, загнутые, в количестве 4—6, 6—7 см длиной, на конце заострённые.
Тычиночные нити кремовые, пыльники красновато-коричневые.
Цветение более обильное, чем у большинства представителей Texensis Group.
Цветёт на приростах текущего года. Сроки цветения: июль — октябрь.

## Агротехника
Местоположение любое. К почвам не требователен. 'Gravetye Beauty' восприимчив к мучнистой росе, но не так сильно, как некоторые другие представители Texensis Group. Рекомендуется посадка в хорошо проветриваемых местах, профилактическая обработка фунгицидами и хороший полив. Молодые побеги на уровне почвы нуждаются в защите от слизней и улиток.
Группа обрезки: 3 (обрезают все отмершие побеги у основания, живые на 5—10 см от земли).
Зона морозостойкости: 4b—9b.
Побеги рекомендуется располагать горизонтально, что позволяет наблюдать цветение сверху. Может выращиваться в контейнерах.